# Lanao do Norte
Lanao do Norte é um província de  segunda classe de renda da província (d) na região Mindanao Setentrional (Região X), nas Filipinas. De acordo com o censo de 1 de maio  de  2020 possui uma população de 722 902 pessoas e 161 458 domicílios.
A sua capital é Tubod.

## Demografia
A população de Lanao do Norte é a que tem o maior índice de pobreza entre as províncias da Filipinas. No ano de 2013, 68,9% da população vivia com menos de $2 dólares por dia.

## Subdivisões
Municípios
- Bacolod
- Balo-i
- Baroy
- Kapatagan
- Kauswagan
- Kolambugan
- Lala
- Linamon
- Magsaysay
- Maigo
- Matungao
- Munai
- Nunungan
- Pantao Ragat
- Pantar
- Poona Piagapo
- Salvador
- Sapad
- Sultan Naga Dimaporo
- Tagoloan
- Tangcal
- Tubod

Cidade
- Iligan  (Independente administrativamente da província mas agrupada sob Lanao do Norte pela Autoridade Filipina de Estatísticas.)